# Passaporte para a China: Crônicas de Viagem
Passaporte para a China: Crônicas de Viagem é um livro de crônicas de Lygia Fagundes Telles publicado em 2011. Nele, a escritora reuniu 29 crônicas de sua viagem à China realizada em 1960, quando o governo do país convidou escritores de todo o mundo a participarem das comemorações do 11.º ano da revolução de Mao Tsé-Tung. Samuel Wainer então pediu que a escritora relatasse suas impressões de viagem ao jornal Última Hora, o que foi feito cinquenta e um anos depois.